# Jimmy Haslip

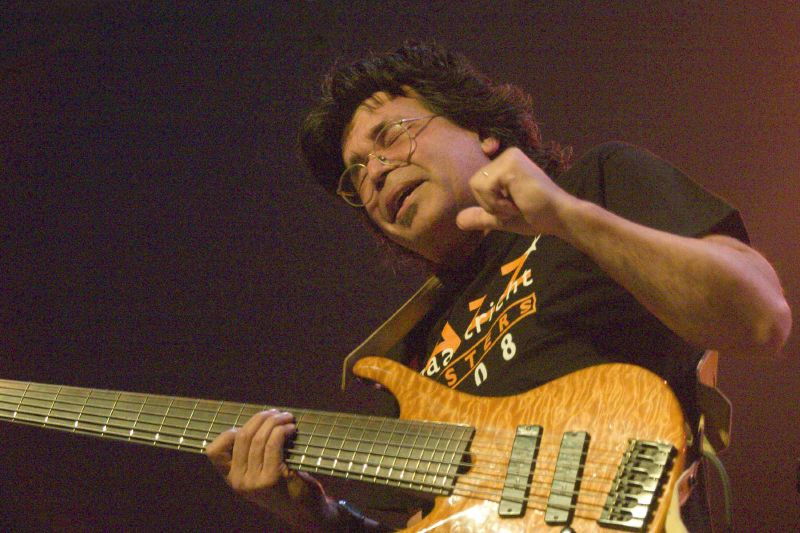
Jimmy Haslip

Jimmy Haslip (* 31. Dezember 1951 in der Bronx, New York City) ist ein US-amerikanischer Jazz-Bassist.

## Werdegang
Haslip lernte als Kind Trompete und andere Blasinstrumente und wechselte im Alter von fünfzehn Jahren zum Bass. Mitte der 1970er Jahre hatte er Gelegenheit, einige Zeit mit Jaco Pastorius zu arbeiten. 1977 gründete er mit Robben Ford, Russell Ferrante und Ricky Lawson die Fusion-Gruppe Yellowjackets.
Haslip spielt als Linkshänder einen Linkshänderbass, dessen Saiten er nicht wie sonst üblich von oben nach unten mit den tiefen Saiten zuerst, sondern mit den hohen Saiten zuerst bespannt hat. Neben den Yellowjackets arbeitete er in einer Band mit Allan Holdsworth, Alan Pasqua und Chad Wackerman und als Sideman mit zahlreichen Musikern wie Bruce Hornsby, Rita Coolidge, Gino Vannelli, Tommy Bolin, Allan Holdsworth, Marilyn Scott, Chaka Khan, Al Jarreau, Jing Chi, Donald Fagen, Anita Baker, David Sanborn, Rod Stewart, Michael Sembello, Joe Cocker, Vince Mendoza, Eric Marienthal, Jeff Lorber, Chris Beckers, John Scofield und Gary Wright und nahm eigene Alben auf.

## Diskographische Hinweise
- Arc mit John Beasley, Randy Brecker, Luis Conte, Steve Croes, Peter Erskine, Chuck Findley, William Kennedy, Vince Mendoza, Judd Miller, Bob Mintzer, Andy Narell, Lenny Pickett, Joshua Redman, Dave Samuels, John Scofield, 1993
- Red Heat mit Justo Almario, Luis Conte, Mark Craney, Ernesto Diaz, Russell Ferrante, Chuck Findley, Vince Mendoza, Otmaro Ruíz, Casey Schelierell, Steve Tavaglione, Joe Vannelli, Ross Vannelli, 2000